# Christoph Kramer
Christoph Kramer (Solingen, Njemačka, 19. veljače 1991.) je njemački nogometaš i nacionalni reprezentativac. Igra u veznom redu za njemačku reprezentaciju i Borussiu Mönchengladbach.

## Karijera

### Klupska karijera
Kramer je nogomet počeo trenirati u dobi od pet godina u lokalnom BV Gräfrathu. Nakon toga igrao je za mlade sastave Bayer Leverkusena i Fortune Düsseldorf dok je kao senior debitirao u B momčadi Bayera. Matični klub kasnije ga je slao na posudbe u Bochum i Borussiju Mönchengladbach.

### Reprezentativna karijera
Christoph Kramer je za Njemačku debitirao 13. svibnja 2014. godine u prijateljskoj utakmici protiv Poljske. Susret je odigran u Hamburgu a završio je bez pogodaka.
S Elfom je 2014. godine postao svjetski prvak osvojivši Svjetsko prvenstvo koje se održavalo u Brazilu.

## Osvojeni trofeji

### Reprezentativni trofeji
| Turnir             | Trofej | Godina |
| ------------------ | ------ | ------ |
| Svjetsko prvenstvo | Zlato  | 2014.  |